# Im Café
Im Café ist der Titel eines Gemäldes, das die russische Künstlerin Marianne von Werefkin 1909 malte. Das Werk gehört zum Bestand der Fondazione Marianne Werefkin (FMW) in Ascona. Es trägt dort die Inventar-Nummer FMW-0-0-14. Die zugehörige Skizze, eine bunte Gouache, hat die Inventar-Nummer FMW-46-6-651-a23/24.

## Technik, Maße und Beschriftung
Es handelt sich um eine Temperamalerei auf Karton, 54 × 72,2 cm. 

## Ikonografie

### Orientierung an Munch
Seit Anbeginn ihrer expressionistischen Phase entwickelte Werefkin eine besondere Vorliebe für die Malerei von Edvard Munch. In ihrem Bild „Im Café“ orientierte sie sich an seinem Gemälde „Tischrunde“. Dieses zeigt fünf Männer an einem Tisch bei geselligem Zusammensein. Farblich ist das Bild zunächst unauffällig. Befremdend ist allerdings das knallrote Gesicht des Mannes in der Mitte. Auffälligerweise wiederholt es die Farbe der Getränke auf dem Tisch. Interessanterweise taucht Rot nur in Werefkins Skizze als Hintergrundsfläche auf. Im Bild mied sie dagegen die Farbe Rot. Ansonsten stimmen insbesondere Werefkins Sitzfiguren, die nach japanischer Art links und rechts vom Bildrand überschnitten werden, mit der Munch’schen Komposition überein.

### Orientierung an Anquetin

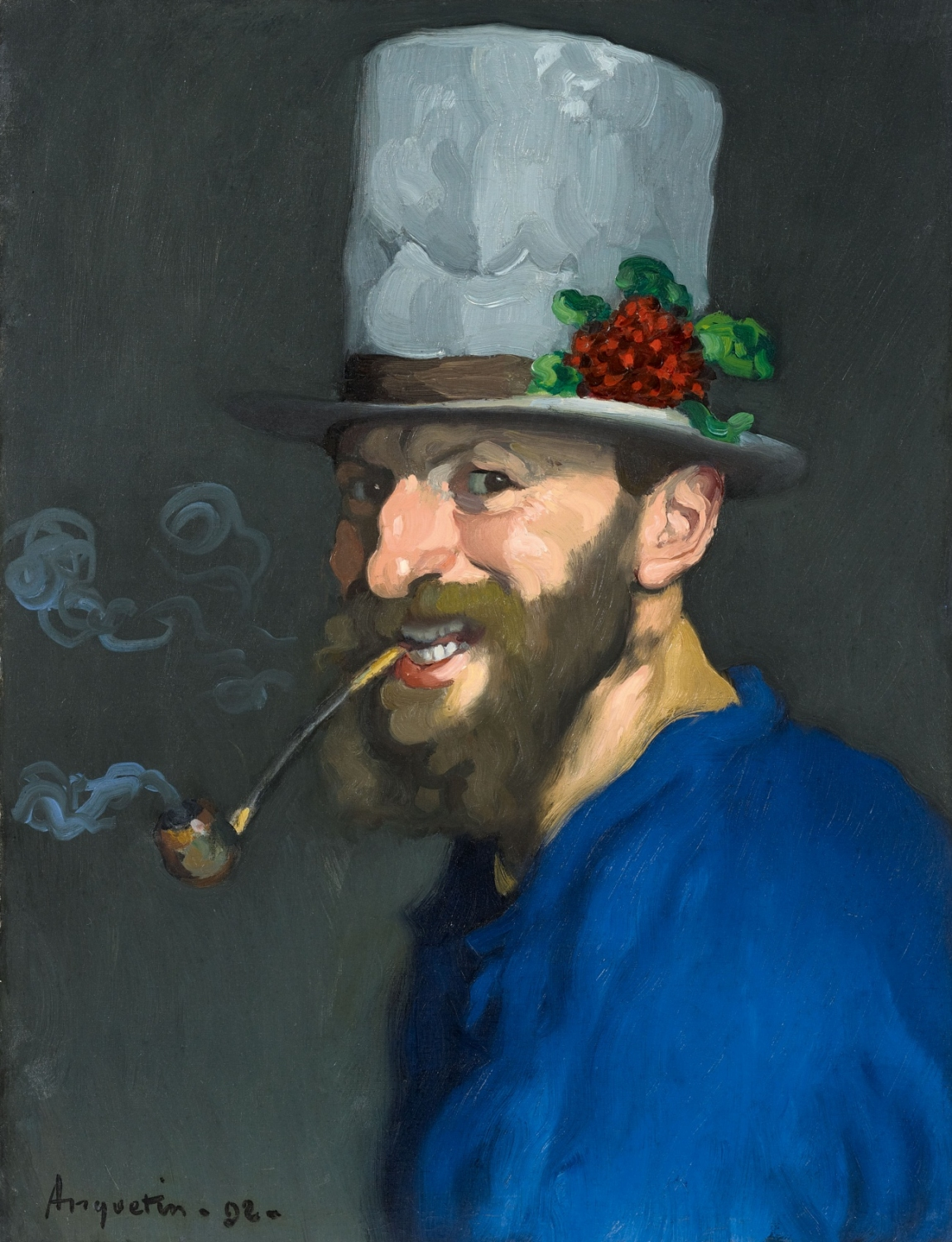
Louis Anquetin Selbstporträt mit Pfeife, 1892

War Werefkin mit ihrem Gemälde „Im Café“ bildlich Munch gefolgt, so kombinierte sie es stilistisch mit Anquetins Ton-in-Ton-Malerei. Blau dominiert in verschiedenen Varianten den Grundton des Werefkin’schen Bildes. Es vermittelt eine Stimmung von Beziehungslosigkeit und Einsamkeit. Die Mimik und Gestik der Dargestellten spielt eine wesentliche Rolle zur Ergänzung der farblichen Grundstimmung. Sie versinnbildlicht Lethargie und Aggressivität zugleich. Fast bis zur Unerträglichkeit hat Werefkin die Farben dissonant zusammengestellt, die in einer ungewöhnlichen, scheinbar komplementären Harmonie der Farben Pink und Giftgrün der Getränke gipfelt. 

### Orientierung an Gauguin und van Gogh

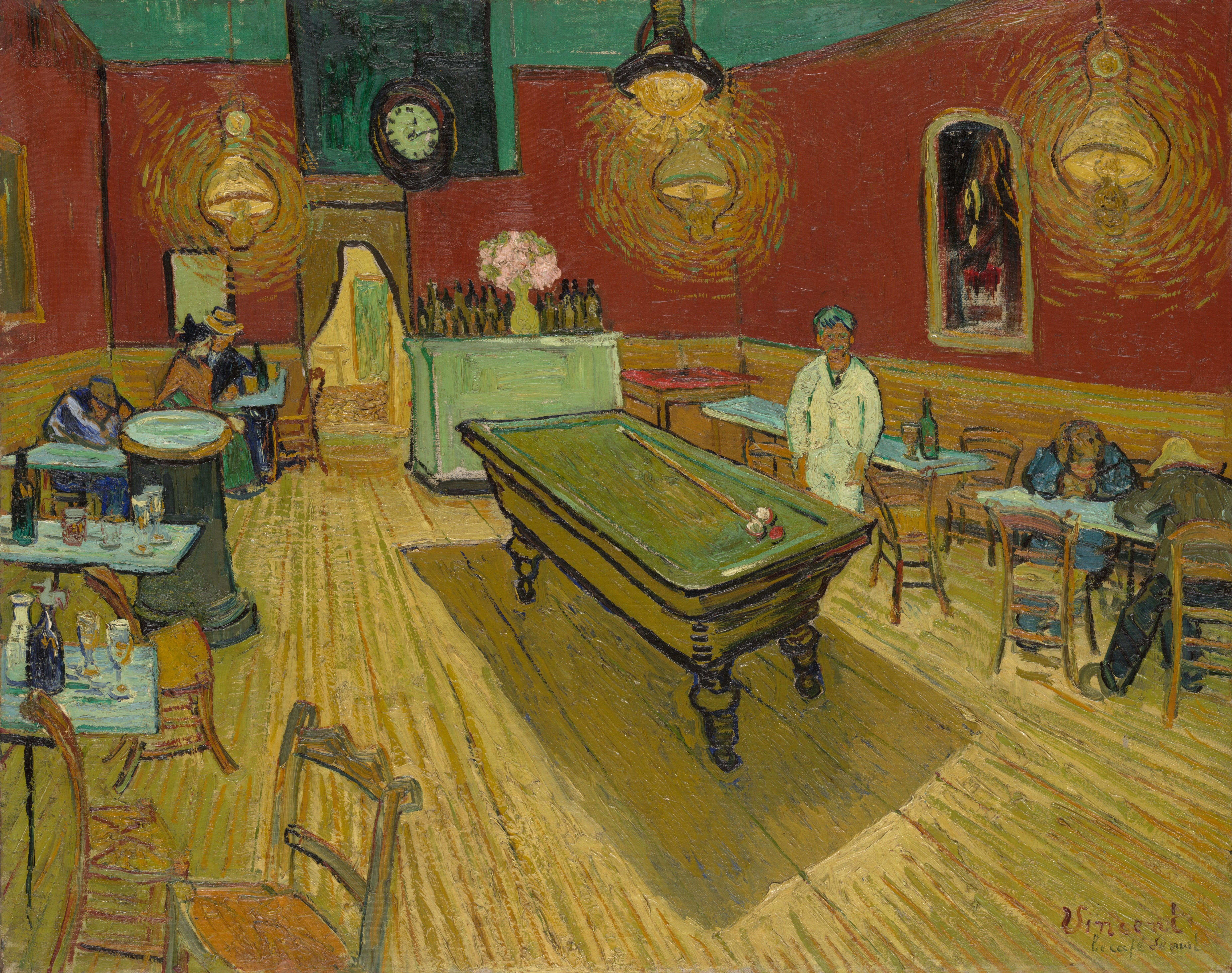
Vincent van Gogh, Komplementärkontrast in Rot und Grün: Das Nachtcafé (1888)

Das Milieu des Bildtopos der Trostlosigkeit, den Munch und Werefkin verwenden, lässt sich auch motivisch und ikonologisch vom gleichnamigen Bild Gauguins „Im Café“ oder Vincent van Goghs  Gemälde Das Nachtcafé herleiten. Mit ihrem Bild bringt Werefkin zum Ausdruck, was van Gogh meinte, als er seinem Bruder Theo sein Gemälde erläuterte: „In meinem Bild vom Nachtcafé habe ich auszudrücken versucht, dass das Café ein Ort ist, wo man sich ruinieren, wo man verrückt werden und Verbrechen begehen kann [...] Ich habe die finstere Macht einer Kneipe ausdrücken wollen. […] Vor meinem Bild würde“ der Betrachter „sagen, es wäre Delirium tremens im höchsten Stadium.“